# Мартин фон Регенщайн-Бланкенбург
Мартин фон Регенщайн-Бланкенбург (на немски: Martin von Regenstein-Blankenburg; * 7 септември 1570; † 13 април 1597) е граф на Регенщайн и Бланкенбург в Харц.

## Произход и наследство
Той е най-малкият син на граф Ернст I фон Регенщайн-Бланкенбург (1528 – 1581) и съпругата му графиня Барбара фон Хонщайн-Фирраден (ок. 1525 – 1600/1604), дъщеря на граф Волфганг фон Хонщайн-Фирраден-Швет († 1535) и Катарина фон Хонщайн-Клетенберг (* ок. 1490).
Той умира на 13 април 1597 г. на 26 години и е погребан в Бланкенбург. След смъртта на синът му Йохан Ернст, последният граф на Бланкенбург, през 1599 г. графството отива на херцог Хайнрих Юлий фон Брауншвайг-Волфенбютел. През 1707 г. графството Бланкенбург е издигнато на княжество.

## Фамилия
Мартин се жени на 5 октомври 1595 г. в Бланкенбург за Доротея фон Золмс-Лаубах (* 31 януари 1579, Лаубах; † 19 юли 1631, Финстинген), дъщеря на граф Йохан Георг I фон Золмс-Лаубах (1547 – 1600) и Маргарета фон Шьонбург-Глаухау (1554 – 1606). Те имат един син:
- Йохан Ернст (29 октомври 1596 – 4 юли 1599)

Доротея фон Золмс-Лаубах се омъжва втори път на 17 май 1607 г. в Лаубах за вилд-Рейнграф Йохан Казимир фон Залм-Кирбург (1577 –1651), син на Ото I фон Залм-Кирбург-Мьорхинген.